# Serena Gordon
Serena Gordon (Londres, 3 de septiembre de 1963) es una actriz inglesa, más conocida por interpretar el papel de la superintendente Amanda Prosser en el drama de ITV The Bill, así como su papel secundario en la película de James Bond GoldenEye (1995) como la evaluadora psiquiátrica del MI6 Caroline.

## Vida y carrera
Es la hija del consultor de propiedades Ian Strathearn Gordon y la magistrada Nicola Mary Gordon. Estudió en la RADA en el mismo año que Jane Horrocks, donde las dos se convirtieron en mejores amigas. Después de la universidad, compartieron un apartamento en Bayswater. además, compartieron su 30.ª fiesta de cumpleaños en conjunto en el Groucho Club.
En 2011 se divorció de su marido, Tim Laurence, con quien tiene dos hijos. La pareja aún dirige la rama en el Reino Unido del Hoffman Institute, que presenta un programa psicológico fundado en 1967 por Bob Hoffman.